# Signe Svendsen
Signe Svendsen, född 16 oktober 1974 i Nyborg, är en dansk sångerska.
Svendsen blev student från Nyborg Gymnasium och studerade på Rytmisk Musikkonservatorium i Köpenhamn 1997-1998. Under studierna var hon bland annat körsångerska för musikgruppen Aqua och sångerska i George Michael Jam. I samma period blev hon upptäckt av Søren Poppe från musikgruppen Rollo & King och blev känd när hon framförde låten Never ever let you go tillsammans med gruppen i Eurovision Song Contest 2001 i Köpenhamn. Bidraget hamnade på en andraplats och hon har medverkat i Rollo & Kings två album. Efter att gruppen splittrades 2001 har Svendsen medverkat i flera TV-program, däribland Spørg Charlie och Signe og B.S. på afveje. Hon slutförde sin utbildning till musiklärare 2003 och 2008-2009 turnerade hon tillsammans med sångaren Niels Hausgaard.
Svendsen debuterade som soloartist 6 september 2010, då albumet Ny passager släpptes. De flesta av albumets låtar är skrivna av henne själv.